# Смирное (Тюменская область)
Смирное — село в Казанском районе Тюменской области России. Административный центр Смирновского сельского поселения.

## География
Село находится на юге Тюменской области, в пределах юго-западной части Западно-Сибирской низменности, в подзоне южной лесостепи, на расстоянии примерно 22 километров (по прямой) к юго-западу от села Казанского, административного центра района. Абсолютная высота — 137 метров над уровнем моря.

### Климат
Климат континентальный с холодной продолжительной зимой и тёплым относительно коротким летом. Средняя температура воздуха самого холодного месяца (января) — −18 °C (абсолютный минимум — −45 °C). В летние месяцы температура может повышаться до 40 °C. Безморозный период длится в среднем 115—125 дней. Среднегодовое количество атмосферных осадков составляет 350 мм, из которых большая часть выпадает в тёплый период.

## Население
| 2010 |
| ---- |
| 524  |

### Половой состав
По данным Всероссийской переписи населения 2010 года в половой структуре населения мужчины составляли 45,8 %, женщины — соответственно 54,2 %.

### Национальный состав
Согласно результатам переписи 2002 года, в национальной структуре населения русские составляли 88 % из 505 чел.